# Gräsänklingar
Gräsänklingar är en svensk komedi från 1982, regisserad av Hans Iveberg. Filmen hade premiär på biograferna den 16 december 1982.

## Handling
Arkitekten Gary Stenström, spelad av Gösta Ekman, är på Arlanda och har just vinkat av sin hustru som ska resa till Genève på konferens. Efter att flygbussen kört ifrån honom får han lift av bilmekanikern Lasse (Janne ”Loffe” Carlsson) som lämnat av sin fru som ska på semester från honom och "kottarna", det vill säga barnen. Garys planer på att få en lugn vecka som gräsänkling och arbeta på ett viktigt projekt ändras radikalt och han får uppleva en helt ny värld med Lasse, som är hans totala motsats.

## Om filmen
Filmen fick positiva recensioner av filmkritiker, som bland annat hyllade Gösta Ekmans insats som Gary.
Filmen har visats och repriserats i SVT, bland annat i mars 2025.

## Rollista i urval
- Gösta Ekman – Gary
- Janne ”Loffe” Carlsson – Lasse
- Lena Olin – Nina
- Mona Seilitz – Inga-Lill
- Börje Nyberg – Brogren
- Peter Harryson – Göran
- Lennart R. Svensson – Rune
- Sten Johan Hedman – Åke
- Svante Grundberg – Staffan
- Lena Nyman – Maggan
- Marika Lindström – Viveka
- Lis Nilheim – Lilian
- Stig Ossian Ericson – hypnotisör
- Kim Anderzon – dam på Gröna Lund
- Roland Janson – polis
- Johannes Brost – bankrånare
- Claire Wikholm – sekreterare